# Танур, Джудит
Джудит М. Танур (англ. Judith M. Tanur, род. 12 августа 1935) — американский статистик и социолог, заслуженный профессор социологии в Университете Стони-Брук.
Джудит Танур родилась в семье Эдварда Марка и Либби Берман Марк 12 августа 1935 года в Джерси-Сити, штат Нью-Джерси. Когда Танур была маленькой, её семья переехала из Нью-Джерси, где она родилась, в Грейт-Нек, штат Нью-Йорк. В 1953 году она окончила среднюю школу Грейт-Нек и поступила в Антиохийский колледж, где изучала психологию и статистику, но в 1955 году перевелась в Колумбийский университет, отчасти потому, что он был ближе к Пенсильванскому университету, где её будущий муж изучал стоматологию. В то же время она устроилась на работу в Психиатрический институт штата Нью-Йорк. В 1957 году Танур получила степень бакалавра по психологии и поступила в аспирантуру Пенсильванского университета, но забеременела и бросила учёбу. В конце концов Дж. Танур вернулась в аспирантуру, получила степень магистра математической статистики в Колумбийском университете в 1963 году и устроилась на новую работу редактором Уильяма Крускала в Международной энциклопедии социальных наук (англ. International Encyclopedia of Social Sciences). В 1968 году она стала преподавателем в Университете Стони-Брук, имея на тот момент только степень магистра, а позднее получила докторскую степень по социологии в Стони-Бруке.
Совместно с С. Джеймсом Прессом она является автором книги «Субъективность учёных и байесовский подход» (Wiley, 2001; Dover, 2016).
В 1980 году она была избрана членом Американской статистической ассоциации. Она также является членом Американской ассоциации содействия развитию науки, обладателем Премии основателя Американской статистической ассоциации и обладателем Премии наставничества имени Джеффри Маршалла 2006 года Северо-восточной ассоциации аспирантур.